# Olimpiada Znajomości Afryki
Olimpiada Znajomości Afryki – olimpiada szkolna organizowana przez Uniwersytet Kardynała Stefana Wyszyńskiego w Warszawie z zakresu wiedzy o Afryce. Funkcjonuje w oparciu o rozporządzenie Ministra Edukacji Narodowej i Sportu z dnia 29 stycznia 2002 r. w sprawie organizacji oraz sposobu przeprowadzania konkursów, turniejów i olimpiad.
Olimpiada jest finansowana przez Ministerstwo Edukacji Narodowej, na podstawie wyników otwartego konkursu ofert. 

## Cele
Celem olimpiady jest:
- promocja kontynentu afrykańskiego, przy zwróceniu szczególnej uwagi na działalność Polaków – misjonarzy i misjonarek oraz ludzi, wśród których żyją,
- kształtowanie postawy zrozumienia i tolerancji wobec odmiennych kultur, obyczajów i przekonań mieszczących się w kanonie wartości cywilizacyjnych oraz rozwijanie postaw tolerancji i eliminowania postaw ksenofobicznych.

## Etapy
Zawody olimpiady są trójstopniowe:
- I stopień,
- II stopień,
- III stopień.

## Nagrody
Laureaci i finaliści olimpiady przyjmowani są na następujące uczelnie w kraju z pominięciem postępowania rekrutacyjnego.
| Uczelnia                                               | Kierunki z pominięciem postępowania rekrutacyjnego (stan z 17 lutego 2018)                                          |
| ------------------------------------------------------ | --- |
| Uniwersytet Kardynała Stefana Wyszyńskiego w Warszawie | Teologia, Dziennikarstwo i Komunikacja społeczna, Religioznawstwo                                                   |
| Uniwersytet Warszawski                                 | Wydział Geografii i Studiów Regionalnych: Europeistyka – studia europejskie, Wydział Polonistyki: Filologia polska) |
| Uniwersytet Warmińsko-Mazurski w Olsztynie             | Nauki o rodzinie, Teologia                                                                                          |
| Uniwersytet im. Adama Mickiewicza w Poznaniu           | Etnologia |
| Uniwersytet Śląski w Katowicach                        | Geografia, Indywidualne Studia Międzyobszarowe, Teologia, Nauki o rodzinie                                          |
| Uniwersytet Jagielloński w Krakowie                    | wszystkie kierunki, gdzie w kwalifikacji uwzględniany jest przedmiot wiedza o społeczeństwie                        |